# دويري فوقي

مسار دويري فوقي

الدويريّ الفوقي أو الدحروج الفوقي (Epicycloid) هو منحنى ترسمه نقطة من محيط دائرة متحرّكة تتدحرج دون انزلاق على دائرة ثابتة.

## طالع أيضًا
- حالات خاصة: المنحنى القلبي، والمنحنى الكلواني
- دويري
- دويري تحتي
- عجلي فوقي
- عجلي تحتي
- تروس دورية

## وصلات خارجية
- الموسوعة العلمية الشاملة-قاموس الرياضيات الموجز